# Arrondissement Arles
Arrondissement Arles je francouzský arrondissement ležící v departementu Bouches-du-Rhône v regionu Provence-Alpes-Côte d'Azur. Člení se dále na 9 kantonů a 36 obcí.

## Kantony
- Arles-Est
- Arles-Ouest
- Châteaurenard
- Eyguières
- Orgon
- Port-Saint-Louis-du-Rhône
- Saint-Rémy-de-Provence
- Les Saintes-Maries-de-la-Mer
- Tarascon